# Aeroporto Regional do Condado de Dane
O Aeroporto Regional do Condado de Dane (em inglês:  Dane County Regional Airport) (IATA: MSN, ICAO: KMSN) é um aeroporto público localizado a 9 km ao nordeste da cidade de Madison no condado de Dane, Wisconsin, nos Estados Unidos. O aeroporto tem 1.416 hectares e três pistas de pouso e decolagem. Cinco linhas aéreas servem passageiros ao aeroporto.

## Linhas aéreas e destinos
| Companhias        | Destinos                                                               |
| ----------------- | ---------------------------------------------------------------------- |
| Delta Air Lines   | Minneapolis/St. Paul, Detroit, Atlanta, Cincinnati, New York-LaGuardia |
| United Airlines   | Chicago, Denver, Cleveland, Newark                                     |
| Frontier Airlines | Denver, Orlando                                                        |
| American Airlines | Dallas/Ft. Worth, Chicago, Washington, D.C.-National                   |